# Lampa LED

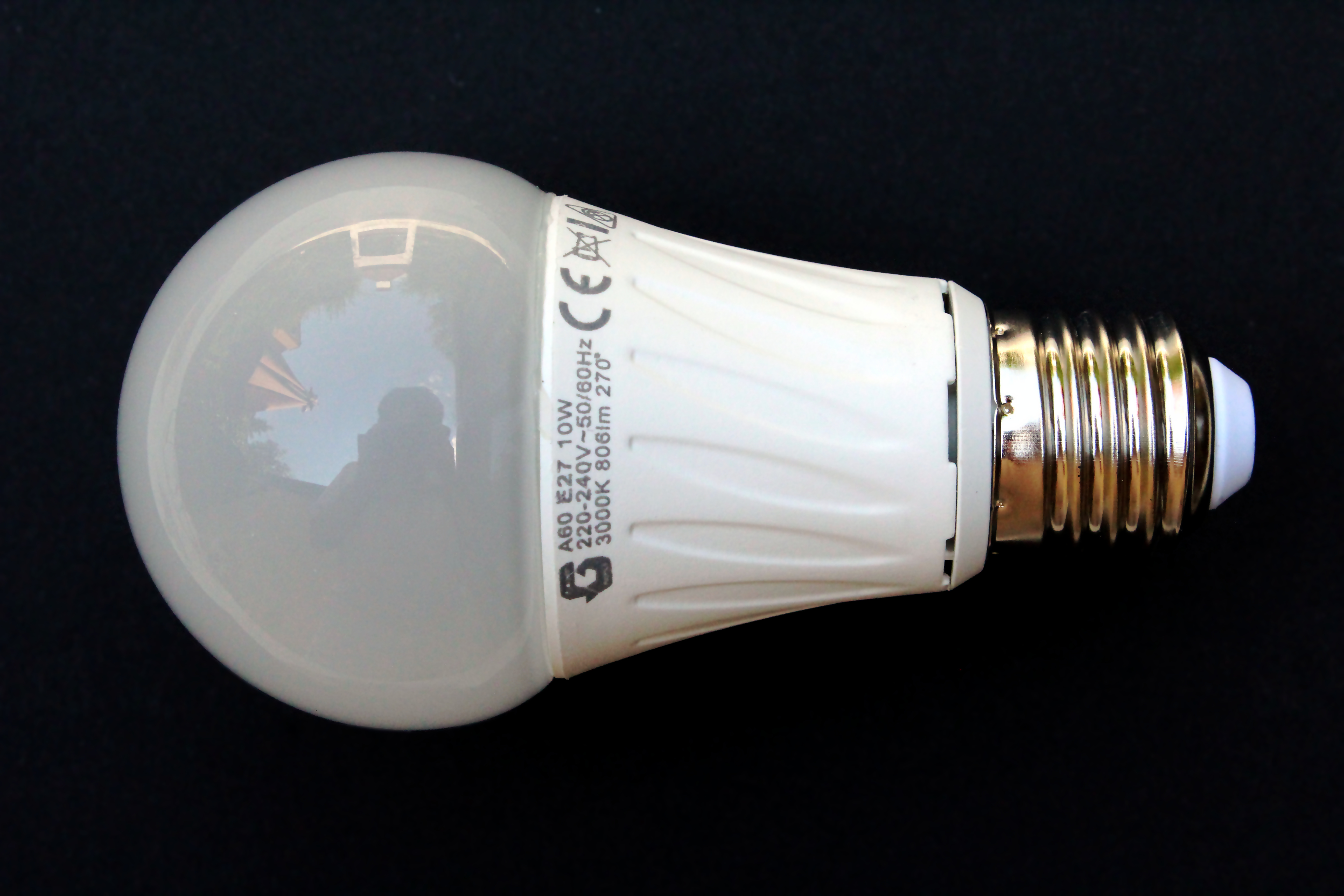
Typowa lampa LED

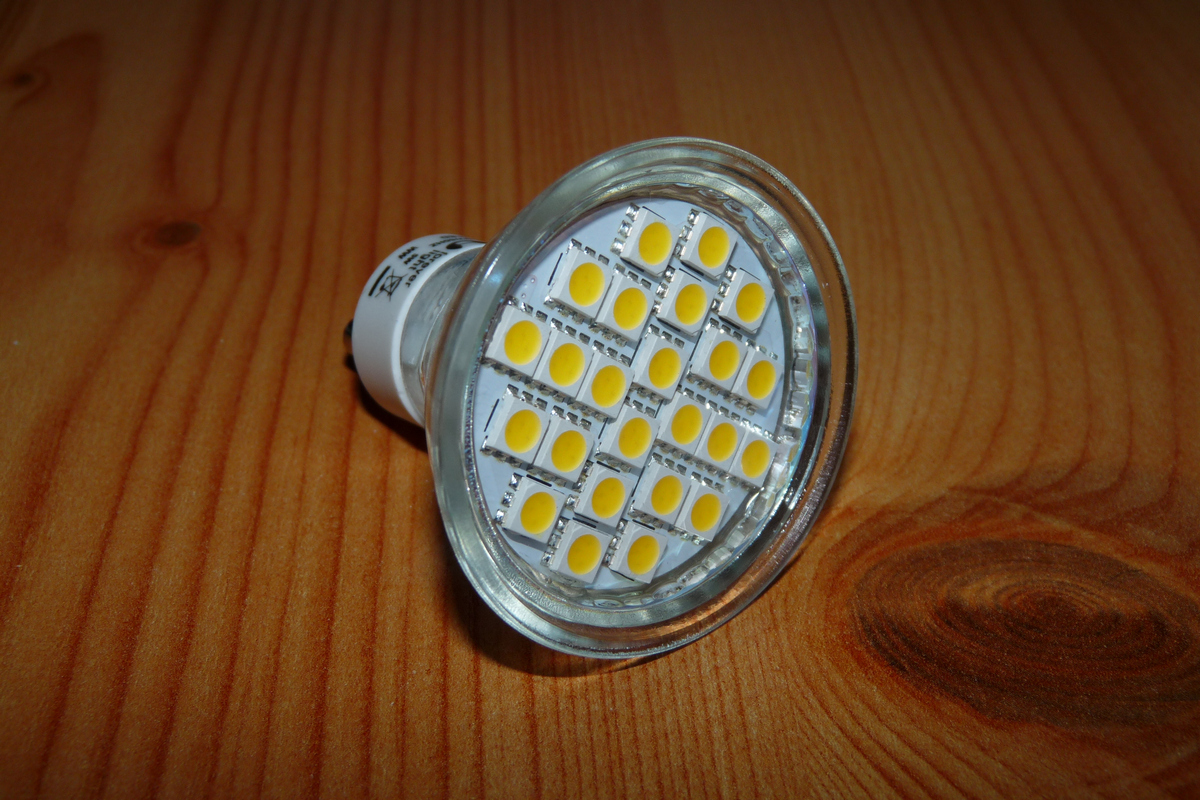
Lampa diodowa z trzonkiem GU10, zbudowana na diodach SMD

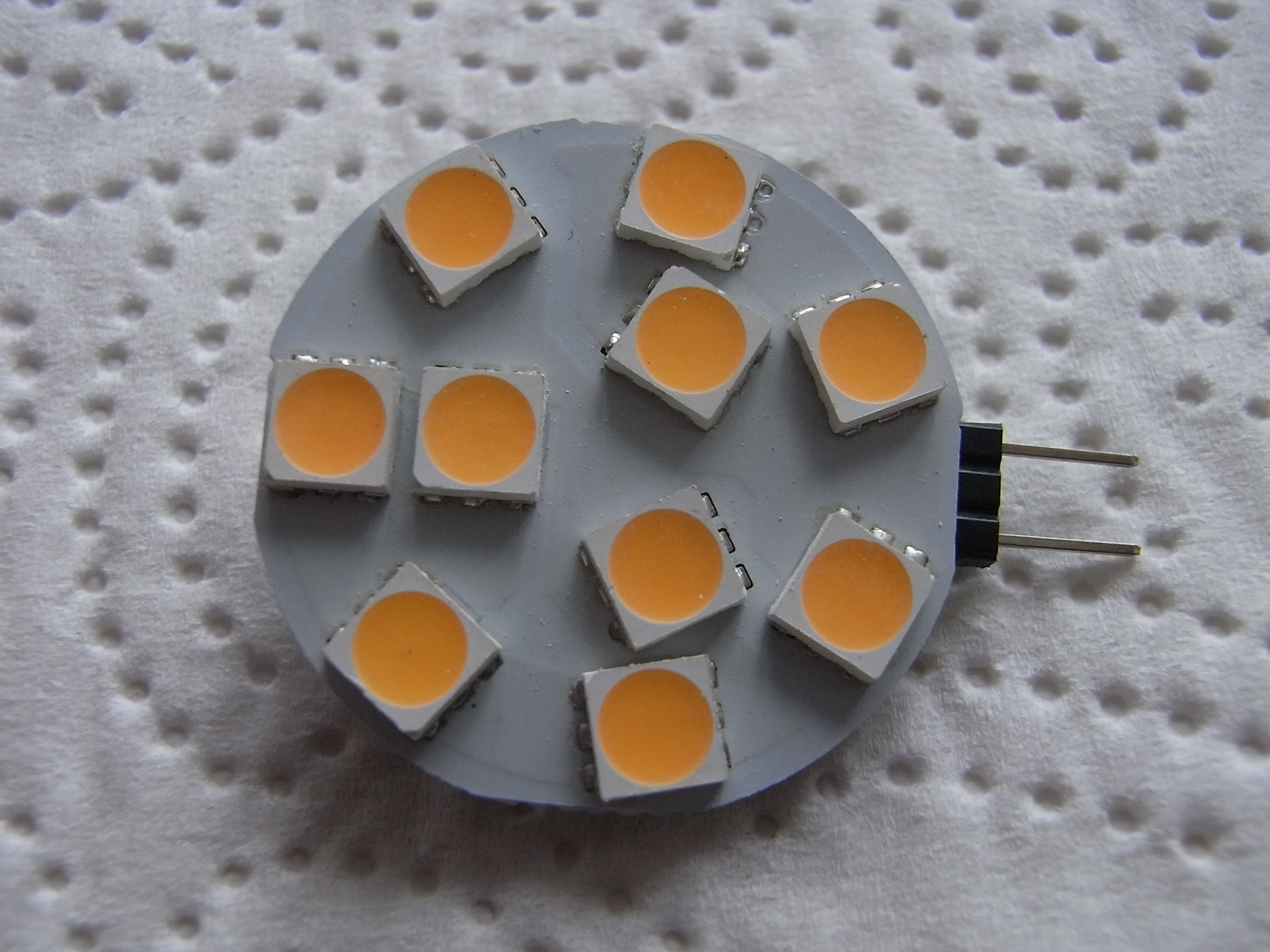
Lampa LED SMD ze standardowym wejściem halogenowym G4 niskiego napięcia

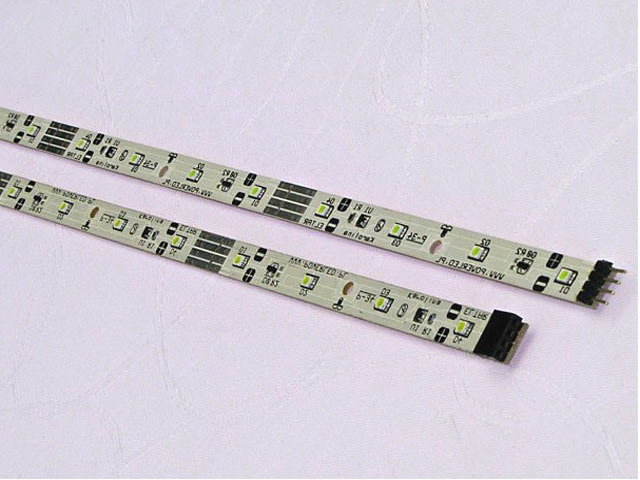
Listwowy moduł LED

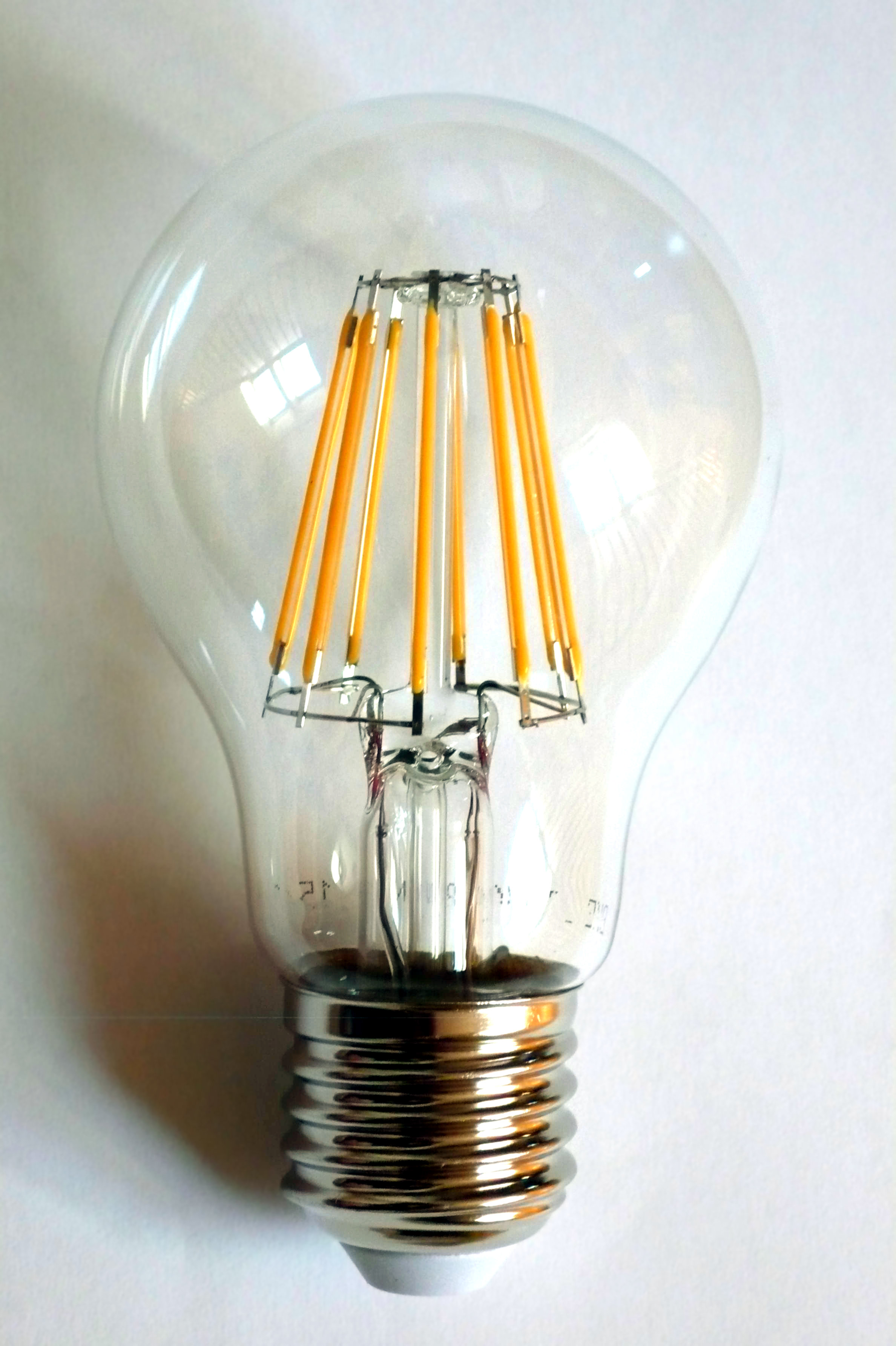
Lampa diodowa z gwintem Edisona E27 (27 mm), w kształcie przypominająca żarówkę tradycyjną, z ośmioma pionowymi włóknami (filamentami) pokrytymi luminoforem typu LED COB

Lampa LED – źródło światła oparte na diodach elektroluminescencyjnych (ang. light-emitting diodes, LEDs), często umieszczone w obudowie pozwalającej zastosować je w oprawie oświetleniowej przeznaczonej dla żarówek.
Źródłem światła w lampach LED jest biała dioda elektroluminescencyjna, która składa się zwykle z niebieskiej diody elektroluminescencyjnej i luminoforu. Niebieska dioda elektroluminescencyjna emituje światło o długości fali około 450 nm. Światło niebieskie pobudza do świecenia luminofor umieszczony w obudowie diody. Luminofor, np. YAG:Ce, emituje światło żółtozielone, które zmieszane ze światłem niebieskim diody daje światło białe. W zależności od rodzaju luminoforu, można uzyskać biały kolor o różnej temperaturze barwnej. W 2014 ogłoszono skonstruowanie białej LED o wydajności 303 lumenów na wat mocy elektrycznej zasilającej lampę – jest to znacznie więcej niż osiągane przeciętnie 84 lm/W w lampach będących w ofercie handlowej. Dodatkowo efektywność układu obniża zasilacz, którego sprawność nie przekracza 95%.
Proste konstrukcje, służące głównie jako kontrolki przeznaczone do zastępowania miniaturowych żaróweczek w tablicach synoptycznych lub samochodowych tablicach wskaźników, zawierają tylko diodę świecącą w dowolnym kolorze oraz opornik i pracują przy napięciach 6–24 V.
Lampy diodowe służące do oświetlania mają cokół, np. E14 lub E27, który pozwala umieścić je w oprawie dla żarówek 230 V, ale też znormalizowane przyłącza bagnetowe albo igiełkowe. Niskie napięcie konieczne do zasilania diod świecących białych lub ciepłych białych (warm white) jest w nich wytwarzane przez przetwornicę impulsową. W lampach LED stosuje się zarówno diody klasyczne (okrągłe, coraz rzadziej), jak i diody montowane powierzchniowo (SMD) o szerszym kącie świecenia oraz większej trwałości.

## Zalety

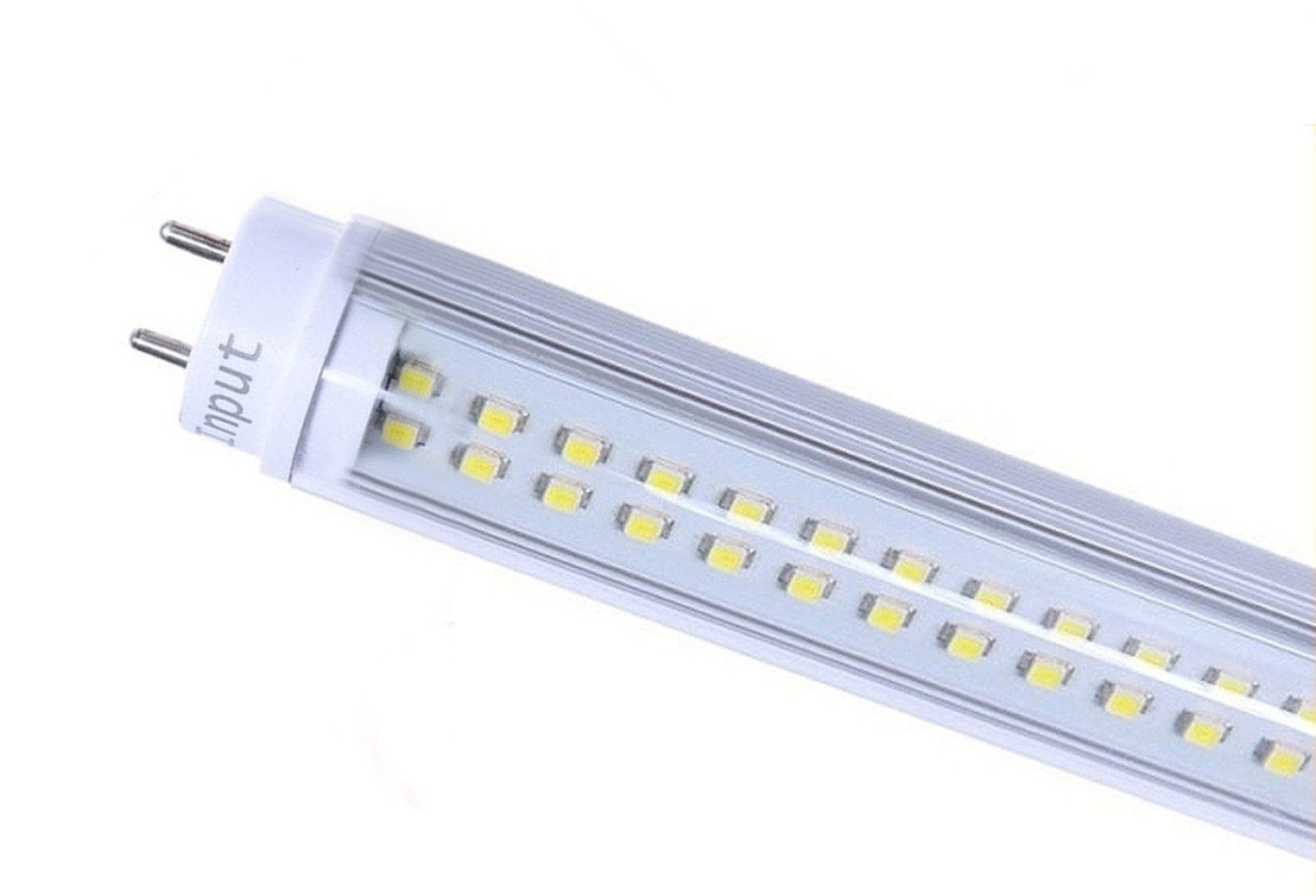
Lampa LED o mocy 17W, odpowiadająca świetlówce 45W

Do podstawowych zalet lamp diodowych, w porównaniu z lampami żarowymi, należy ich znacznie większa trwałość (dostępne są lampy LED o trwałości ok. 15 tys. godzin, czyli ok. 15 lat w przeciwieństwie do 2 lat dla zwykłych żarówek), szerszy zakres napięć roboczych, większa sprawność, znacznie mniejsze nagrzewanie, brak zależności temperatury barwowej światła od napięcia zasilającego, a w przypadku kontrolek dodatkowo możliwość uzyskania dowolnego koloru świecenia bez użycia barwnych filtrów.
Niska cena eksploatacyjna – zwrot inwestycji polegającej na wymianie tradycyjnego oświetlenia żarowego na lampy LED może być krótszy niż 1 rok, a oszczędności osiągane na każdej wymienionej żarówce wynoszą (przy korzystaniu średnio przez 5 godzin) około 50 zł/rok w przypadku żarówki 60-watowej (odpowiednik to ok. 10-watowa lampa LED) i ok. 90 zł/rok dla 100-watowej (ok. 15-watowa lampa LED).
Zaletą lamp LED jest brak szkodliwego dla ludzkiego wzroku i skóry, a także dla dzieł sztuki promieniowania ultrafioletowego (UV) charakterystycznego dla świetlówek kompaktowych zawierających szkodliwą rtęć (ich odpowiednikiem są świetlówki LED).
Inną zaletą lamp LED jest ich wysoki wskaźnik oddawania barw otoczenia wynoszący dla markowych lamp LED nawet 95 CRI (ang. Colour Rendering Index), co sprawia, że świecą praktycznie tak naturalnie jak zwykłe lub halogenowe żarówki (100 CRI), a więc nie fałszują barw. Typowe lampy LED dostępne w handlu w Europie mają niski wskaźnik około 80 CRI.
Zaletą jest także możliwość doboru dowolnej temperatury barwowej lampy LED.
Częste włączanie i wyłączanie nie zmniejsza żywotności lamp LED, przez co można je stosować do oświetlenia w miejscach, gdzie często na krótko zapala się światło, np. toalety lub lampy z czujnikiem ruchu. Cechują się także krótkim (<1 s) czasem rozpalenia do pełnej jasności.

## Rodzaje barwnych LED
Jedną z zalet LED stosowanych do innych celów niż oświetlenie jest możliwość bezpośredniego wytwarzania w złączu światła o wybranej barwie. Oznacza to brak konieczności wykorzystywania kolorowych filtrów, które w znaczący sposób wpływają na efektywność energetyczną takiego oświetlenia. Barwa wytwarzanego światła zależy od składu chemicznego (sposobu domieszkowania) materiału, z którego składa się półprzewodnik. Poniżej przedstawiono podstawowe typy materiałów stosowanych w LED oraz wytwarzane przez nie promieniowanie:
- arsenek glinowo-galowy (AlGaAs) – LED emituje światło barwy czerwonej i promieniowanie podczerwone
- fosforek glinowo-galowy (AlGaP) – LED emituje światło barwy zielonej
- glino-galo fosforek indu (AlGaInP) – LED emituje światło barwy pomarańczowo-czerwonej, pomarańczowej, żółtej i zielonej
- fosforo-arsenek galu (GaAsP) – LED emituje światło barwy czerwonej, pomarańczowoczerwonej, pomarańczowej i żółtej
- fosforek galu (GaP) – LED emituje światło barwy czerwonej, żółtej i zielonej
- azotek galu (GaN) – LED emituje światło barwy zielonej, czysto zielonej (lub szmaragdowej) oraz niebieskiej
- azotek indowo-galowy (InGaN) – LED emituje promieniowanie w bliskim nadfiolecie, światło barwy niebiesko-zielonej i niebieskiej
- selenek cynku (ZnSe) – LED emituje światło barwy niebieskiej

- diament (C) – LED emituje promieniowanie nadfioletowe
- azotek glinu (AlN), azotek glinowo-galowy (AlGaN) – LED emituje promieniowanie w zakresie bliskiego nadfioletu[9]